# Поддубровное
Поддубровное — село в Викуловском районе Тюменской области. Административный центр Поддубровинского сельского поселения.
Расположено в левобережье реки Ишим в 11 км к северу от села Викулово, в 112 км к северо-востоку от города Ишим и в 305 к востоку от Тюмени.
Через село проходит автодорога Абатское (Р402) — Усть-Ишим.
| 2010 |
| ---- |
| 509  |

## История
История села восходит к примерно 1705 году, спустя 20 лет данный населенный пункт получит название деревня Дубровная, потом ее переименуют в деревню Поддубровную, а затем в село Поддубровное. Название дано по всей видимости от произраставших здесь в тот период дубов.
Первые русские появились в этих землях как раз во время походов против татар: в 1591 году под предводительством Кольцова-Масальского и в 1607 г. — Назария Изьетдинова, то есть вскоре после знаменитого похода казаков во главе с Ермаком в 1581—1584 годах.
Присоединённые к России земли нужно было защищать от набегов кочевников и татар из степей Казахстана, и потому довольно быстро была построена первая оборонительная линия — Старо-Ишимская. На местах форпостов Старо-Ишимской линии служивые казаки основали первые поселения русских в омском Прииртышье.
В деревне Поддубровная проживали казаки, среди них было большое количество родственных друг другу мещерских казаков, входивших в Сибирское казачье войско, ранее служивших Орде, Рязани, а затем и Москве.
После гражданской войны и стабилизации ситуации в селе Поддубровном появляется первый колхоз, который носил имя В. И. Ленина. Через 10 лет была открыта семилетняя школа. После войны выстроили сельский клуб, двухэтажную школу на 320 мест, интернат на 140 мест, административное здание, механизированный ток, ремонтную мастерскую.
Местное население села занимается преимущественно сельским хозяйством, рыболовством.
В селе имеется краеведческий музей, основанный Н. Г. Зыряновым.